# Sadīd al-Dīn Muḥammad 'Awfī
Sadīd al-Dīn (o Zahir al-Dīn) Muḥammad b. Muḥammad b. Yaḥyā b. Ṭāhir b. ʿUthmān Bukhārī Ḥanafī ʿAwfī (in arabo ﺳﺪﻴﺪ ﺍﻟﺪﻳﻦ ﻣﺤﻤﺪ ﺑﻦ ﻣﺤﻤﺪ ﺑﻦ يحيى ﻋﻮﻓﻲ‎?; Bukhara, 1171 – Delhi, 1232-33) è stato uno scrittore persiano d'Asia centrale.
Appartenente a un'illustre famiglia che poteva vantare Qāḍī, medici e letterati, Sadīd al-Dīn Muḥammad ʿAwfī studiò nella sua città natale per viaggiare poi al fine di approfondire i suoi studi sui ḥadīth (la cosiddetta ṭalab al-ʿilm, "ricerca della conoscenza") in Asia centrale e India, dove entrò nella cerchia del governatore ghuride Nāṣer al-Dīn Qabāja (un mamelucco del Sultano ghuride Shihāb al-Dīn), o di Muʿizz al-Dīn Muḥammad, e compose i suoi Lubāb al-albāb, una vasta raccolta di poeti noti e meno noti, specialmente di età ghaznavide, samanide, saffaride e tahiride, altrimenti destinati a rimanere perlopiù semi-sconosciuti.
Redasse anche il Jawāmiʿ al-ḥikāyāt wa lawāmiʿ al-riwāyāt, un'ampia raccolta di aneddoti in prosa.
Per sua stessa affermazione, avrebbe tradotto dalla lingua araba l'al-Faraj baʿd al-shidda del Qāḍī Abū ʿAlī Muḥsin b. ʿAlī b. Muḥammad b. Dāʾūd Tanūkhī (m. 994).